# Разливная (село)
Разливна́я — село в Свободненском районе Амурской области, Россия. Входит в Черновский сельсовет.

## География
Село Разливная стоит на правом берегу реки Большая Пёра (приток Зеи).
Село Разливная расположено к северу от районного центра города Свободный, расстояние по автодороге Свободный — Углегорск (через Дом отдыха Бузули, Черновку, Юхту и Дмитриевку) — 35 км.
Административный центр Черновского сельсовета село Черновка расположено в 5 км южнее.
Село Разливная — спутник села Дом отдыха Бузули.

## Население
| 2002 | 2010 | 2012 | 2013 | 2014 | 2015 | 2016 |
| ---- | ---- | ---- | ---- | ---- | ---- | ---- |
| 184  | ↘174 | ↘171 | ↗178 | ↗180 | ↘178 | ↘163 |
| 2017 | 2018 |      |      |      |      |      |
| ↗166 | ↘162 |      |      |      |      |      |

## Инфраструктура
- Станция Дом Отдыха Забайкальской железной дороги.